# Blepisanis remaudierei
Blepisanis remaudierei är en skalbaggsart som beskrevs av Jean François Villiers 1967. Blepisanis remaudierei ingår i släktet Blepisanis och familjen långhorningar.
Artens utbredningsområde är Iran. Inga underarter finns listade.